# Bäck och Tomming
Bäck och Tomming är en av SCB avgränsad och namnsatt småort i Sundsvalls kommun. Den omfattar bebyggelse i Bäck och Tomming i Indals socken.